# Дерева (Ленинградская область)
Дерева — деревня в Большедворском сельском поселении Бокситогорского района Ленинградской области.

## История
Название — от старинного русского слова, означающего «леса».
Деревня Деревец упоминается на карте Санкт-Петербургской губернии 1792 года, А. М. Вильбрехта.

ДЕРЕВА (ГОРКА) — деревня Бередниковского общества, прихода Озерского погоста. 

Крестьянских дворов — 28. Строений — 35, в том числе жилых — 26. Водяная мельница и мелочная лавка. Жители занимаются рубкой, возкой и сплавом леса.

Число жителей по семейным спискам 1879 г.: 67 м. п., 65 ж. п.; по приходским сведениям 1879 г.: 79 м. п., 64 ж. п.

Сборник Центрального статистического комитета описывал её так:

ДЕРЕВА — деревня бывшая государственная, дворов — 28, жителей — 168; часовня, лавка, водяная мельница. (1885 год)

В конце XIX века — начале XX века деревня административно относилась к Деревской волости 5-го земского участка 3-го стана Тихвинского уезда Новгородской губернии.
В начале XX века близ деревни находился жальник.

ДЕРЕВА (ГОРКА) — деревня Бередниковского сельского общества, число дворов — 34, число домов — 47, число жителей: 118 м. п., 108 ж. п.

Занятия жителей — земледелие. Колодец. Часовня. (1910 год)

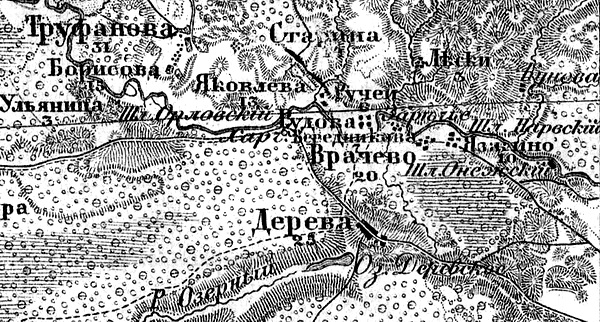
Деревня Дерева на карте 1913 года

Согласно карте Новгородской губернии 1913 года, деревня Дерева насчитывала 25 крестьянских дворов.
С 1917 по 1918 год деревня входила в состав Деревской волости Тихвинского уезда Новгородской губернии.
С 1918 года, в составе Череповецкой губернии.
С 1924 года, в составе Пикалёвской волости.
С 1927 года, в составе Труфановского сельсовета Пикалёвского района.
С 1932 года, в составе Ефимовского района.
По данным 1933 года деревня называлась Дерево-Горка и входила в состав Труфановского сельсовета Ефимовского района.
С 1938 года, в составе Тихвинского района.
В 1940 году население деревни составляло 105 человек.
С 1952 года, в составе Бокситогорского района.
С 1963 года, вновь составе Тихвинского района.
С 1965 года вновь в составе Бокситогорского района. В 1965 году население деревни составляло 78 человек.
По данным 1966 и 1973 годов деревня Дерева входила в состав Труфановского сельсовета Бокситогорского района.
По данным 1990 года деревня Дерева входила в состав Большедворского сельсовета.
В 1997 году в деревне Дерева Большедворской волости проживали 23 человека, в 2002 году — 13 человек (все русские).
В 2007 году в деревне Дерева Большедворского СП проживали 13 человек, в 2010 году — 12.

## География
Деревня расположена в северо-западной части района на автодороге 41К-035 (Большой Двор — Самойлово).
Расстояние до административного центра поселения — 28 км.
Расстояние до ближайшей железнодорожной станции Большой Двор — 28 км.
К северу от деревни протекает река Тихвинка, к востоку — Крутой ручей.

## Демография
| 1997 | 2002 | 2007 | 2010 | 2017 |
| ---- | ---- | ---- | ---- | ---- |
| 23   | ↘13  | →13  | ↘12  | ↘10  |